# Galina Urbanóvich
Galina Urbanóvich (Bakú, Azerbaiyán, 5 de septiembre de 1917-8 de mayo de 2011) fue una gimnasta artística soviética, campeona olímpica en Helsinki 1952 en el concurso por equipos.

## Carrera deportiva
Sus mayor éxito fue lograr el oro en las Olimpiadas de Helsinki 1952 en el concurso por equipos, quedando en el podio por delante de las húngaras y checoslovacas, y siendo sus compañeras de equipo: Nina Bocharova, Pelageya Danilova, Maria Gorokhovskaya, Ekaterina Kalinchuk, Galina Minaicheva, Galina Rudiko y Medea Jugeli. Y también logró la plata en el concurso de equipos con aparatos, una modalidad similar a la gimnasia rítmica actual.